# Évasion de la prison d'Acre
 (novembre 2017).
Si vous disposez d'ouvrages ou d'articles de référence ou si vous connaissez des sites web de qualité traitant du thème abordé ici, merci de compléter l'article en donnant les références utiles à sa vérifiabilité et en les liant à la section « Notes et références ».

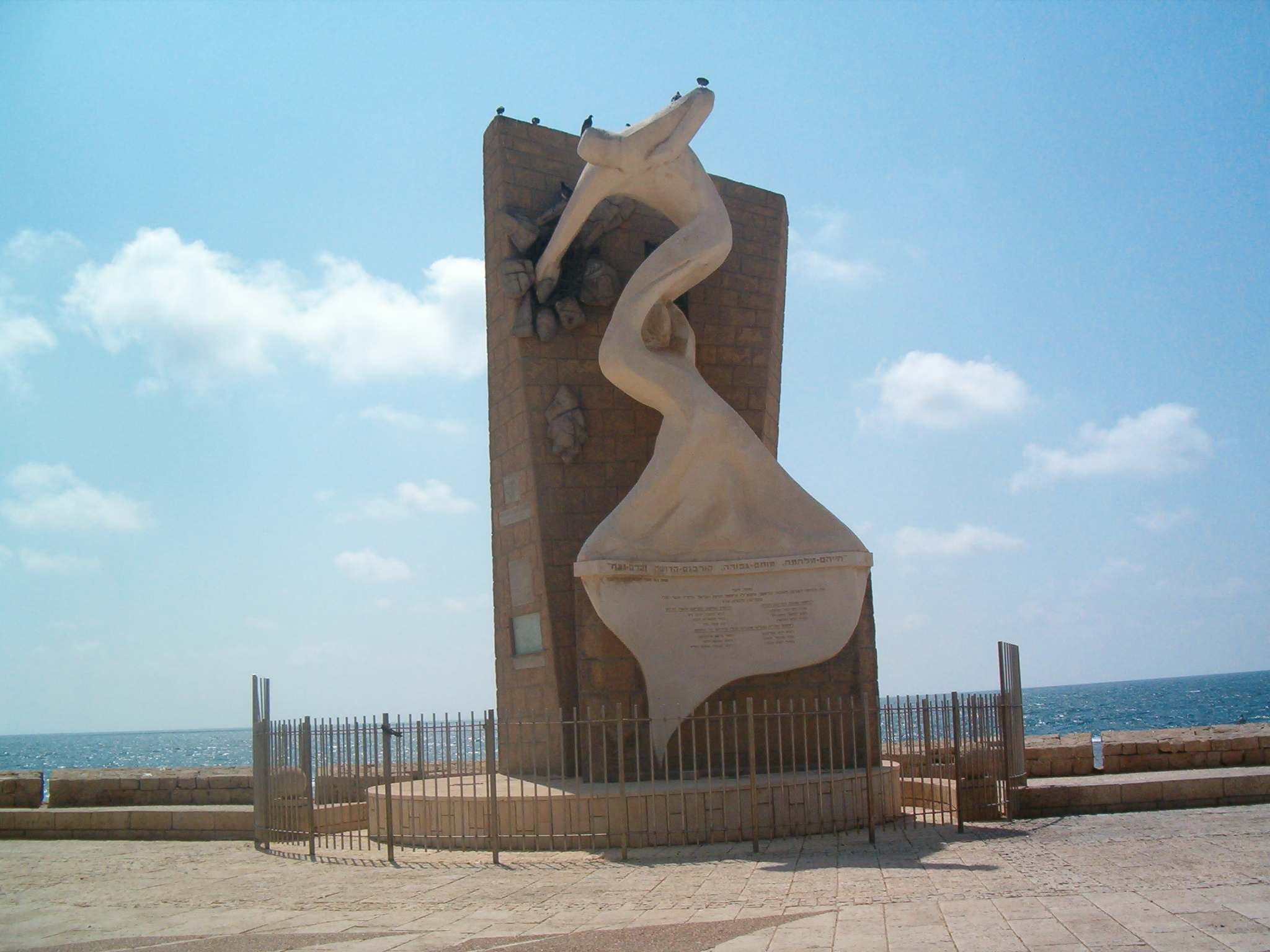
Monument commémorant l'évasion de la prison d'Acre

L'évasion de la prison d'Acre fut une opération menée par l'Irgoun, le 4 mai 1947, durant le mandat britannique de la Palestine, dans laquelle ses hommes ont fait irruption à travers les murs de la prison d'Acre et libéré 28 membres de l'Irgoun et Lehi incarcérés.